# Taxón lázaro

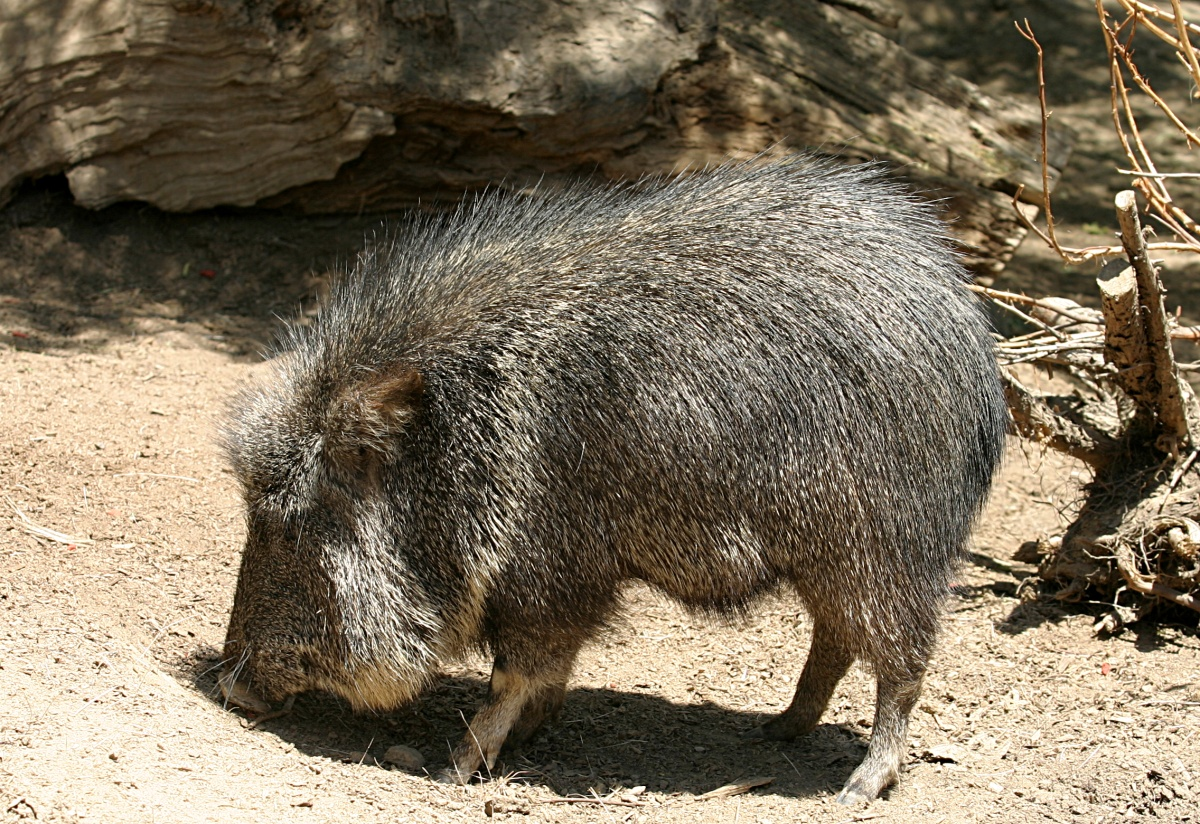
Pecarí quimilero (Catagonus wagneri), una especie que hasta la década de 1970 se creía extinta.

En paleontología, un taxón lázaro (plural taxa) es un taxón que desaparece durante uno o más períodos del registro fósil, y luego vuelve a aparecer. No aparece durante un intervalo estratigráfico significativo, por lo que aparenta haberse extinguido, pero vuelve a aparecer de nuevo en capas mucho más recientes. Es decir, se produce cuando dos zonas con registros de un taxón están separadas por un espacio de tiempo en el que es desconocido: no hay ninguna evidencia en ese periodo de dicho taxón determinado aunque sí las hay antes o después.
Del mismo modo, en ecología y biología de la conservación, puede referirse a especies o poblaciones que se creía que estaban extintas, y que se redescubrieron. A esta circunstancia se le denomina efecto lázaro y también da origen al término "especie lázaro", utilizado con cierta frecuencia en neontología. 
La denominación taxón lázaro fue acuñada por Karl W. Flessa y David Jablonski en 1983 y luego fue ampliada por Jablonski en 1986. Wignall y Benton definieron al taxón de Lázaro como: «En momentos de crisis biótica, muchos taxones se extinguieron, pero otros desaparecieron temporalmente del registro fósil, a menudo por intervalos medidos en millones de años, antes de volver a aparecer sin cambios». Algunos trabajos anteriores también respaldan el concepto, aunque sin usar el nombre de taxón lázaro, como el trabajo de R. C. Paul.
El término se refiere al episodio del evangelio de Juan, en el que Jesús de Nazaret resucitó a Lázaro de Betania de entre los muertos.

## Explicación
La explicación científica de esta forma de pseudoextinción generalmente es debida a que:
- Realmente no exista registro. Los fósiles son escasos, especialmente en determinados periodos geológicos respecto a grupos de seres no demasiado abundantes o cuyos restos se depositaran en ambientes que no favorecieran la fosilización.

- Un error de identificación de taxones por homorfismo: es posible que los especímenes correspondientes a la supuesta ausencia de registro sean parecidos a los de otro grupo y hayan sido clasificados erróneamente dentro de aquel otro.

Un tipo especial de taxón lázaro es el «taxón zombi», que son aquellos grupos que se ha supuesto que seguían vivos tras su extinción, porque se han encontrado fósiles en capas superiores. Esto se debe a que los fósiles se han desplazado de un estrato a otro por causas naturales (reelaboración tafonómica) o artificiales llevando al equívoco a los investigadores que así suponen la supervivencia de seres vivos en un periodo cuando llevaban extintos hace tiempo.